# Nephodia variolata
Nephodia variolata är en fjärilsart som beskrevs av Max Joseph Bastelberger 1909. Nephodia variolata ingår i släktet Nephodia och familjen mätare. Inga underarter finns listade i Catalogue of Life.